# Methanoculleus submarinus
Methanoculleus submarinus es una especie de arquea metanógena. Sus células en forma de coco sumamente irregulares, no móviles, con un diámetro de 0.8-2 μm. Su cepa tipo es nankai-1.